# Чащинська
Ча́щинська (рос. Чащинская) — присілок у складі Підосиновського району Кіровської області, Росія. Входить до складу Підосиновського міського поселення.
Населення становить 7 осіб (2010, 22 у 2002).
Національний склад станом на 2002 рік — росіяни 100 %.